# Selfkant
Selfkant (Zelfkant in olandese) è un comune di 10 290 abitanti  della Renania Settentrionale-Vestfalia, in Germania, al confine con i Paesi Bassi.
Appartiene al distretto governativo (Regierungsbezirk) di Colonia ed al circondario (Kreis) di Heinsberg (targa HS).
Il comune di Selfkant, posto a 5° 55' di longitudine ovest, rappresenta l'estremità geografica più occidentale del territorio della Germania.